# Saint-Valérien-de-Milton
Saint-Valérien-de-Milton är en kommun i provinsen Québec i Kanada. Den ligger i regionen Montérégie, i den sydöstra delen av landet, 230 km öster om huvudstaden Ottawa.